# Rosa Silverio
Rosa Silverio (Santiago de los Caballeros, República Dominicana, 30 de agosto de 1978) es una poeta y narradora dominicana cuyos escritos expresan el punto de vista femenino.

## Trayectoria
Coordinó por varios años el Taller Literario Tinta Fresca y trabajó como redactora cultural y de revistas para el periódico Listín Diario.
Su escritura ha sido premiada en varios concursos literarios, destacándose el XXI Premio Internacional Nosside que organiza el Centro de Estudios Bosio en Italia, convirtiéndose en la primera persona no-europea en recibir ese galardón, el Premio Nacional de Poesía de su país natal y el XII Premio Letras de Ultramar en la categoría de poesía. 
Como editora publicó en 2018 No creo que yo esté aquí de más, antología de mujeres dominicanas 1932-1987 y, un año después y junto a Plinio Chaín, En el mismo trayecto del sol, Poesía dominicana 1984-1984.
Sus cuentos y poemas figuran en varias antologías y han sido publicados por revistas y suplementos culturales de diversos países. Su obra ha sido traducida a varios idiomas: italiano, portugués, catalán, inglés y francés.
Actualmente reside en España.

## Obra publicada
- 2005 – Desnuda, poesía. Editora Cole. Santo Domingo, R.D.
- 2002 - De vuelta a casa, poesía. Editora Centenario. Santo Domingo, R.D.
- 2007 - Rosa íntima, poesía.Editorial Santuario.
- 2010 - Selección poética, poesía.
- 2012 - Arma letal. La destrucción de las palabras.Ganador Premio Nacional de Poesía 2011 de la República Dominicana
- 2012 - A los delincuentes hay que matarlos.Prisa Ediciones.
- 2014 - Matar al padre, poesía. Huerga y Fierro editores.
- 2016 - Mujer de lámpara encendida, poesía. Huerga y Fierro editores.
- 2016 - Poemas tristes para días de lluvia. Acudebi Solenodonte Editorial
- 2017 - Invención de la locura. Huerga y Fierro editores.[10]
- 2023 - El ángel de la casa. Huerga y Fierro editores.[7]

### Premios
- 2017 - XII Premio Letras de Ultramar. Categoría: Poesía. New York, Estados Unidos.
- 2011 - Premio Nacional Salomé Ureña, Santo Domingo, República Dominicana.[3][6]
- 2005 - Vencedora Absoluta[5] del XXI Premio Internacional Nosside de Poesía que organiza el Centro de Estudios Bosio de Regio de Calabria (Italia).[4]
- 2003 - Primer lugar en el concurso de cuento, poesía y ensayo que organiza la Alianza Cibaeña por su relato “La canción rota”.[5][4]
- 2001 - Mención por el cuento “La mueca” en el concurso de cuentos de Radio Santa María.[5][4]
- 1999 - Tercer lugar en el concurso de cuento Colorín Colorado por su relato “La caja donde Alicia guarda sus secretos”.[5][4]
- 1999 - Mención especial por su cuento “Niki” en el concurso de cuento, poesía y ensayo de la Alianza Cibaeña.[5][4]
- 1998 - Primer lugar en el concurso Terminemos el cuento por terminar el relato “Más triste que su canto” del reconocido autor dominicano Andrés L. Mateo. Certamen organizado por el periódico Listín Diario, Unión Latina y el Centro Cultural de España.[5][4]
- 1997 - Mención especial por el cuento “El ave que no podía volar” en el concurso de cuento, poesía y ensayo de la Alianza Cibaeña.[5][4]